# Fussball Club Vaduz 2019-2020
Questa voce raccoglie le informazioni riguardanti il Fussball Club Vaduz nelle competizioni ufficiali della stagione 2019-2020.

## Stagione
Nella stagione 2019-2020 il Vaduz, allenato da Mario Frick, concluse il campionato di Challenge League al 2º posto. In Europa League il Vaduz fu eliminato al terzo turno dall'Eintracht Francoforte. Nella Coppa del Liechtenstein il Vaduz fu eliminato in semifinale dal Balzers.

## Rosa
| N. |                          | Ruolo | Calciatore         |
| -- | ------------------------ | ----- | ------------------ |
| 1  | Liechtenstein (bandiera) | P     | Benjamin Büchel    |
| 4  | Albania (bandiera)       | D     | Denis Simani       |
| 5  | Svizzera (bandiera)      | D     | Berkay Sülüngöz    |
| 6  | Kosovo (bandiera)        | D     | Fuad Rahimi        |
| 8  | Moldavia (bandiera)      | A     | Nicolae Milinceanu |
| 9  | Austria (bandiera)       | A     | Manuel Sutter      |
| 10 | Francia (bandiera)       | A     | Mohamed Coulibaly  |
| 11 | Svizzera (bandiera)      | C     | Tunahan Çiçek      |
| 12 | Svizzera (bandiera)      | D     | Gianni Antoniazzi  |
| 14 | Serbia (bandiera)        | C     | Milan Gajić        |
| 15 | Svizzera (bandiera)      | D     | Yannick Schmid     |
| 16 | Liechtenstein (bandiera) | C     | Aron Sele          |
| 17 | Svizzera (bandiera)      | C     | Dominik Schwizer   |
| 18 | Liechtenstein (bandiera) | P     | Justin Ospelt      |

| N. |                                 | Ruolo | Calciatore        |
| -- | ------------------------------- | ----- | ----------------- |
| 20 | Svizzera (bandiera)             | C     | Besart Bajrami    |
| 21 | Germania (bandiera)             | D     | Pius Dorn         |
| 22 | Liechtenstein (bandiera)        | D     | Jens Hofer        |
| 23 | Liechtenstein (bandiera)        | C     | Sandro Wieser     |
| 24 | Svizzera (bandiera)             | D     | Cédric Gasser     |
| 25 | Liechtenstein (bandiera)        | A     | Noah Frick        |
| 26 | Liechtenstein (bandiera)        | A     | Ferhat Saglam     |
| 28 | Austria (bandiera)              | C     | Boris Prokopič    |
| 30 | Svizzera (bandiera)             | C     | Gabriel Lüchinger |
| 33 | Liechtenstein (bandiera)        | D     | Maximilian Göppel |
| 35 | Svizzera (bandiera)             | C     | Yago Gomes        |
| 40 | Bosnia ed Erzegovina (bandiera) | C     | Dejan Đokić       |
| 42 | Svizzera (bandiera)             | P     | Gion Chande       |
| 43 | Serbia (bandiera)               | C     | Albin Behluli     |

## Organigramma societario
Area tecnica
- Allenatore: Mario Frick
- Allenatore in seconda: Roman Matter
- Preparatore dei portieri: Sebastian Selke
- Preparatori atletici:

## Calciomercato

### Sessione estiva
| Acquisti | Acquisti           | Acquisti         | Acquisti |
| R.       | Nome               | da               | Modalità |
| -------- | ------------------ | ---------------- | -------- |
| A        | Ferhat Saglam      | Balzers          |          |
| P        | Gion Chande        | Wil              |          |
| C        | Tunahan Çiçek      | Sciaffusa        |          |
| D        | Pius Dorn          | Austria Lustenau |          |
| D        | Cédric Gasser      | Wil              |          |
| D        | Jens Hofer         | Münsingen        |          |
| A        | Nicolae Milinceanu | Chiasso          |          |
| D        | Yannick Schmid     | Lucerna          |          |
| C        | Dominik Schwizer   | Thun             |          |
| D        | Denis Simani       | Rapperswil-Jona  |          |

| Cessioni | Cessioni               | Cessioni        | Cessioni |
| R.       | Nome                   | a               | Modalità |
| -------- | ---------------------- | --------------- | -------- |
| C        | Maurice Brunner        | Rapperswil-Jona |          |
| C        | Jodel Dossou           | Hartberg        |          |
| A        | Ferhat Saglam          | Balzers         |          |
| D        | Mario Bühler           | Winterthur      |          |
| A        | Boris Babić            | San Gallo       |          |
| P        | Andreas Hirzel         | Thun            |          |
| C        | Philipp Muntwiler      | Wil             |          |
| A        | Igor Tadić             | Kriens          |          |
| D        | Sadik Vitija           | Grasshoppers    |          |
| D        | Nils von Niederhäusern | Winterthur      |          |

### Sessione invernale
| Acquisti | Acquisti    | Acquisti | Acquisti |
| R.       | Nome        | da       | Modalità |
| -------- | ----------- | -------- | -------- |
| D        | Fuad Rahimi | Wil      |          |

| Cessioni | Cessioni           | Cessioni | Cessioni |
| R.       | Nome               | a        | Modalità |
| -------- | ------------------ | -------- | -------- |
| C        | Christopher Drazan | Dornbirn |          |
| D        | Manuel Mikus       | Balzers  |          |

## Risultati

### Challenge League

#### Prima fase, girone di andata
| Arbitro: | Wolfensberger |

|           |           |  |
| Hoxha 46’ | Marcatori |  |

| Arbitro: | Turkeš |

|                              |           |  |
| Gajić 39’ (rig.), 69’ (rig.) | Marcatori |  |

| Arbitro: | von Mandach |

|                               |           |                                    |
| Amdouni 28’, 51’ Gazzetta 33’ | Marcatori | 12’ Coulibaly 20’ Çiçek 40’ Sutter |

| Arbitro: | Piccolo |

|  |           |             |
|  | Marcatori | 74’ Doumbia |

| Arbitro: | Horisberger |

|                             |           |                     |
| Bahloul 9’ Rossi 31’ (rig.) | Marcatori | 1’ Çiçek 90’ Sutter |

| Arbitro: | Schärer |

|                                |           |                          |
| Cvetković 34’ (aut.) Frick 90’ | Marcatori | 44’ Khalifa 55’ Gjorgjev |

| Arbitro: | Jaccottet |

|          |           |                 |
| Dorn 45’ | Marcatori | 21’, 82’ Turkeš |

| Arbitro: | Wolfensberger |

|                                                            |           |              |
| Stojilković 15’ Fazliu 25’ (rig.) Schmied 46’ Krasniqi 73’ | Marcatori | 55’ Schwizer |

| Arbitro: | Schärli |

|                                                    |           |                  |
| Simani 6’ Sutter 14’ Schmid 75’ Coulibaly 77’, 87’ | Marcatori | 25’, 61’ Rossini |

#### Prima fase, girone di ritorno
| Arbitro: | Cibelli |

|                                       |           |                           |
| Gajić 44’ (rig.) Çiçek 53’ Schmid 73’ | Marcatori | 82’ Gaillard 85’ Gazzetta |

| Arbitro: | Gianforte |

|              |           |  |
| Da Silva 11’ | Marcatori |  |

| Arbitro: | Fähndrich |

|                                       |           |                                |
| Cvetković 12’ Khalifa 58’ Subotić 65’ | Marcatori | 36’ Çiçek 69’ Sutter 87’ Frick |

| Arbitro: | Hänni |

|                                        |           |                        |
| Dorn 32’ Simani 79’, 83’ Coulibaly 87’ | Marcatori | 21’ Schmied 72’ Fazliu |

| Arbitro: | Horisberger |

|                                |           |                        |
| Neumayr 17’ (rig.) Rossini 33’ | Marcatori | 4’ Sutter 27’ Sülüngöz |

| Arbitro: | Cibelli |

|  |           |                                        |
|  | Marcatori | 52’ Milinceanu 55’ Sutter 90’ Schwizer |

| Arbitro: | Kanagasingam |

|                                              |           |                                |
| Milinceanu 7’ Çiçek 9’ Simani 17’ Schmid 29’ | Marcatori | 51’ Almeida 76’ (rig.) Bahloul |

| Arbitro: | von Mandach |

|  |           |                             |
|  | Marcatori | 63’ Lüchinger 80’ Coulibaly |

| Arbitro: | Jancevski |

|              |           |                           |
| Schwizer 55’ | Marcatori | 3’ Abubakar 25’ Follonier |

#### Seconda fase, girone di andata
| Arbitro: | Dudic |

|                      |           |           |
| Çiçek 54’ Simani 75’ | Marcatori | 7’ Fazliu |

| Arbitro: | Cibelli |

|             |           |                       |
| Subotić 90’ | Marcatori | 39’ Schmid 67’ Sutter |

| Arbitro: | Dudic |

|           |           |                                   |
| Mišić 36’ | Marcatori | 61’ (aut.) Schindelholz 81’ Gajić |

| Vaduz 16 febbraio 2020, ore 15:00 CET 22ª giornata | Vaduz  | 0 – 0 referto | Chiasso | Rheinpark (1 422 spett.)\| Arbitro: \| Turkeš \| |
| Arbitro:                                           | Turkeš |               |         |                                                  |

| Arbitro: | von Mandach |

|              |           |              |
| Gaillard 41’ | Marcatori | 15’ Schwizer |

| Arbitro: | Cibelli |

|                                            |           |           |
| Çiçek 5’ Sutter 59’ Schwizer 84’ Đokić 90’ | Marcatori | 90’ Pepsi |

| Arbitro: | Jaccottet |

|           |           |                |
| Koura 51’ | Marcatori | 65’ Milinceanu |

| Arbitro: | Kanagasingam |

|                                              |           |                          |
| Dorn 53’ Milinceanu 60’ Çiçek 69’ Schmid 78’ | Marcatori | 76’ Yesilcayir 89’ Hoxha |

| Arbitro: | Schärli |

|                             |           |                             |
| Vukasinovic 11’ Sessolo 28’ | Marcatori | 44’ (rig.) Sutter 60’ Çiçek |

#### Seconda fase, girone di ritorno
| Arbitro: | Fähndrich |

|                            |           |                                    |
| Sülüngöz 28’ Coulibaly 41’ | Marcatori | 47’ Chagas 84’ Khalifa 89’ Wittwer |

| Arbitro: | Wolfensberger |

|             |           |                                                       |
| Doumbia 39’ | Marcatori | 9’ Sutter 35’ Sülüngöz 84’ Frick 90’ (rig.) Lüchinger |

| Arbitro: | Turkeš |

|                                                                     |           |             |
| Dorn 11’ Barroca 15’ (aut.) Coulibaly 25’, 39’ Samandjeu 55’ (aut.) | Marcatori | 51’ Amdouni |

| Arbitro: | von Mandach |

|           |           |               |
| Frick 26’ | Marcatori | 30’ Spadanuda |

| Arbitro: | Staubli |

|            |           |                          |
| Fazliu 36’ | Marcatori | 85’ Rahimi 90’ Coulibaly |

| Arbitro: | Horisberger |

|                         |           |            |
| Schmid 62’ Sülüngöz 69’ | Marcatori | 55’ Turkeš |

| Arbitro: | Huwiler |

|                    |           |                       |
| Bahloul 78’ (rig.) | Marcatori | 31’ (rig.), 37’ Çiçek |

| Arbitro: | Schärli |

|                                     |           |                   |
| Simani 51’ Çiçek 67’ Milinceanu 80’ | Marcatori | 23’ (rig.) Tahipi |

| Arbitro: | Horisberger |

|                             |           |           |
| Simani 38’ (aut.) Tadić 70’ | Marcatori | 8’ Sutter |

### Europa League
| Kópavogur 11 luglio 2019, ore 22:00 CEST Primo turno - andata | Breiðablik | 0 – 0 referto | Vaduz | Kópavogsvöllur (1 153 spett.)\| Arbitro: \| Popov \| |
| Arbitro:                                                      | Popov      |               |       |                                                      |

| Arbitro: | Nuza |

|                            |           |                  |
| Coulibaly 57’ Schwizer 79’ | Marcatori | 90’ Gunnlaugsson |

| Arbitro: | Steen |

|            |           |  |
| Stopira 5’ | Marcatori |  |

| Arbitro: | Lukjančukas |

|                                 |           |  |
| Gajić 61’ (rig.) Coulibaly 100’ | Marcatori |  |

| Arbitro: | Tierney |

|  |           |                                                      |
|  | Marcatori | 11’, 27’ Kostić 40’ Kohr 53’ Paciência 63’ Gaćinović |

| Arbitro: | Dabanović |

|               |           |  |
| de Guzmán 31’ | Marcatori |  |

### Coppa del Liechtenstein
| 29 ottobre 2019, ore 20:00 CET Quarti di finale | FC Triesen | 1 – 3 | Vaduz |  |

| 11 marzo 2020, ore 20:00 CET Semifinale | Balzers | 0 – 0 referto | Vaduz | (0 spett.) |

## Statistiche

### Statistiche di squadra
| Competizione            | Punti | In casa | In casa | In casa | In casa | In casa | In casa | In trasferta | In trasferta | In trasferta | In trasferta | In trasferta | In trasferta | Totale | Totale | Totale | Totale | Totale | Totale | DR  |
| Competizione            | Punti | G       | V       | N       | P       | Gf      | Gs      | G            | V            | N            | P            | Gf           | Gs           | G      | V      | N      | P      | Gf     | Gs     | DR  |
| ----------------------- | ----- | ------- | ------- | ------- | ------- | ------- | ------- | ------------ | ------------ | ------------ | ------------ | ------------ | ------------ | ------ | ------ | ------ | ------ | ------ | ------ | --- |
| Challenge League        | 64    | 18      | 11      | 3       | 4       | 45      | 26      | 18           | 7            | 7            | 4            | 33           | 27           | 36     | 18     | 10     | 8      | 78     | 53     | +25 |
| Coppa del Liechtenstein | -     | 0       | 0       | 0       | 0       | 0       | 0       | 2            | 1            | 1            | 0            | 3            | 1            | 2      | 1      | 1      | 0      | 3      | 1      | +2  |
| Coppa UEFA              | -     | 3       | 2       | 0       | 1       | 4       | 6       | 3            | 0            | 1            | 2            | 0            | 2            | 6      | 2      | 1      | 3      | 4      | 8      | -4  |
| Totale                  | 64    | 21      | 13      | 3       | 5       | 49      | 32      | 23           | 8            | 9            | 6            | 36           | 30           | 44     | 21     | 12     | 11     | 85     | 62     | +23 |

### Andamento in campionato
| Giornata  | 1 | 2 | 3 | 4 | 5 | 6 | 7 | 8 | 9 | 10 | 11 | 12 | 13 | 14 | 15 | 16 | 17 | 18 | 19 | 20 | 21 | 22 | 23 | 24 | 25 | 26 | 27 | 28 | 29 | 30 | 31 | 32 | 33 | 34 | 35 | 36 |
| --------- | - | - | - | - | - | - | - | - | - | -- | -- | -- | -- | -- | -- | -- | -- | -- | -- | -- | -- | -- | -- | -- | -- | -- | -- | -- | -- | -- | -- | -- | -- | -- | -- | -- |
| Luogo     | T | C | T | C | T | C | C | T | C | C  | T  | T  | C  | T  | T  | C  | T  | C  | C  | T  | T  | C  | T  | C  | T  | C  | T  | C  | T  | C  | C  | T  | C  | T  | C  | T  |
| Risultato | P | V | N | P | N | N | P | P | V | V  | P  | N  | V  | N  | V  | V  | V  | P  | V  | V  | V  | N  | N  | V  | N  | V  | N  | P  | V  | V  | N  | V  | V  | V  | V  | P  |
| Posizione | 9 | 5 | 5 | 8 | 6 | 9 | 9 | 9 | 8 | 7  | 8  | 8  | 6  | 7  | 6  | 5  | 3  | 5  | 3  | 3  | 2  | 2  | 2  | 2  | 2  | 2  | 3  | 3  | 3  | 3  | 3  | 3  | 3  | 2  | 2  | 2  |

Legenda:

Luogo: C = Casa; T = Trasferta. Risultato: V = Vittoria; N = Pareggio; P = Sconfitta.

### Statistiche dei giocatori
| Giocatore     | Challenge League | Challenge League | Challenge League | Challenge League | Coppa UEFA | Coppa UEFA | Coppa UEFA  | Coppa UEFA | Totale   | Totale | Totale      | Totale     |
| Giocatore     | Presenze         | Reti             | Ammonizioni      | Espulsioni       | Presenze   | Reti       | Ammonizioni | Espulsioni | Presenze | Reti   | Ammonizioni | Espulsioni |
| ------------- | ---------------- | ---------------- | ---------------- | ---------------- | ---------- | ---------- | ----------- | ---------- | -------- | ------ | ----------- | ---------- |
| G. Antoniazzi | 21               | 0                | 5                | 1                | 4          | 0          | 1           | 1          | 25       | 0      | 6           | 2          |
| B. Bajrami    | 0                | 0                | 0                | 0                | 0          | 0          | 0           | 0          | 0        | 0      | 0           | 0          |
| A. Behluli    | 0                | 0                | 0                | 0                | 0          | 0          | 0           | 0          | 0        | 0      | 0           | 0          |
| B. Büchel     | 27               | 0                | 0                | 0                | 6          | 0          | 0           | 0          | 33       | 0      | 0           | 0          |
| G. Chande     | 0                | 0                | 0                | 0                | 0          | 0          | 0           | 0          | 0        | 0      | 0           | 0          |
| M. Coulibaly  | 31               | 9                | 1                | 0                | 6          | 2          | 0           | 0          | 37       | 11     | 1           | 0          |
| P. Dorn       | 32               | 4                | 7                | 1                | 4          | 0          | 1           | 0          | 36       | 4      | 8           | 1          |
| C. Drazan     | 0                | 0                | 0                | 0                | 0          | 0          | 0           | 0          | 0        | 0      | 0           | 0          |
| N. Frick      | 31               | 4                | 2                | 0                | 4          | 0          | 0           | 0          | 35       | 4      | 2           | 0          |
| M. Gajić      | 20               | 4                | 4                | 0                | 4          | 1          | 1           | 0          | 24       | 5      | 5           | 0          |
| C. Gasser     | 16               | 0                | 1                | 0                | 2          | 0          | 0           | 0          | 18       | 0      | 1           | 0          |
| Y. Gomes      | 10               | 0                | 0                | 1                | 0          | 0          | 0           | 0          | 10       | 0      | 0           | 1          |
| M. Göppel     | 20               | 0                | 2                | 0                | 5          | 0          | 0           | 0          | 25       | 0      | 2           | 0          |
| J. Hofer      | 2                | 0                | 1                | 0                | 1          | 0          | 0           | 0          | 3        | 0      | 1           | 0          |
| N. Hug        | 0                | 0                | 0                | 0                | 0          | 0          | 0           | 0          | 0        | 0      | 0           | 0          |
| G. Lüchinger  | 29               | 2                | 5                | 0                | 1          | 0          | 0           | 0          | 30       | 2      | 5           | 0          |
| M. Mikus      | 0                | 0                | 0                | 0                | 0          | 0          | 0           | 0          | 0        | 0      | 0           | 0          |
| N. Milinceanu | 29               | 5                | 2                | 0                | 1          | 0          | 0           | 0          | 30       | 5      | 2           | 0          |
| J. Ospelt     | 10               | 0                | 1                | 0                | 0          | 0          | 0           | 0          | 10       | 0      | 1           | 0          |
| B. Prokopič   | 28               | 0                | 6                | 0                | 6          | 0          | 2           | 0          | 34       | 0      | 8           | 0          |
| F. Rahimi     | 7                | 1                | 2                | 0                | 0          | 0          | 0           | 0          | 7        | 1      | 2           | 0          |
| F. Saglam     | 0                | 0                | 0                | 0                | 0          | 0          | 0           | 0          | 0        | 0      | 0           | 0          |
| Y. Schmid     | 36               | 6                | 2                | 0                | 6          | 0          | 0           | 0          | 42       | 6      | 2           | 0          |
| D. Schwizer   | 35               | 5                | 7                | 0                | 6          | 1          | 2           | 0          | 41       | 6      | 9           | 0          |
| A. Sele       | 7                | 0                | 1                | 0                | 2          | 0          | 0           | 0          | 9        | 0      | 1           | 0          |
| D. Simani     | 32               | 6                | 14               | 0                | 5          | 0          | 3           | 0          | 37       | 6      | 17          | 0          |
| M. Sutter     | 35               | 11               | 3                | 0                | 4          | 0          | 2           | 0          | 39       | 11     | 5           | 0          |
| B. Sülüngöz   | 23               | 4                | 6                | 0                | 6          | 0          | 1           | 0          | 29       | 4      | 7           | 0          |
| S. Wieser     | 17               | 0                | 5                | 0                | 5          | 0          | 0           | 0          | 22       | 0      | 5           | 0          |
| T. Çiçek      | 35               | 12               | 4                | 0                | 6          | 0          | 1           | 0          | 41       | 12     | 5           | 0          |
| D. Đokić      | 11               | 1                | 0                | 0                | 0          | 0          | 0           | 0          | 11       | 1      | 0           | 0          |